# نمای بدنه‌های خیابان شیرازی
نمای بدنه‌های خیابان شیرازی؛ نام نمای خانه‌هایی تاریخی مربوط به دورهٔ صفوی - دورهٔ قاجار است و در شهرستان مشهد، شهر مشهد، خیابان شیرازی (بالا خیابان) حد فاصل حرم امام رضا و میدان شهدا واقع شده و این اثر در تاریخ ۲۵ آبان ۱۳۸۴ با شمارهٔ ثبت ۱۳۸۷۶ به‌عنوان یکی از آثار ملی ایران به ثبت رسیده‌است.